# Europejski Bank Centralny
Europejski Bank Centralny, EBC (ang. European Central Bank, ECB; niem. Europäische Zentralbank, EZB; fr. Banque centrale européenne, BCE) – bank centralny wspólnej waluty Unii Europejskiej – euro – odpowiedzialny za emisję euro oraz ochronę jego siły nabywczej, a tym samym utrzymanie stabilności cen w strefie euro. W 2015 ochrona ta obejmowała 19 państw członkowskich Unii Europejskiej. Siedziba EBC mieści się we Frankfurcie nad Menem. Od 1 listopada 2019 EBC przewodniczy Christine Lagarde.

## Kompetencje
EBC jest bankiem centralnym strefy euro i w tym charakterze odpowiada m.in. za nadzorowanie systemów bankowych w państwach do niej należących, zbieranie danych statystycznych potrzebnych dla prowadzenia polityki pieniężnej, funkcjonowanie systemów płatniczych (zwłaszcza systemu TARGET), zapobieganie fałszerstwom banknotów, współpracę z innymi organami w zakresie regulacji rynków finansowych.
EBC współpracuje z bankami centralnymi 27 państw członkowskich Unii Europejskiej (w tym z Narodowym Bankiem Polskim). Wszystkie one tworzą Europejski System Banków Centralnych (ESBC).
EBC jest bankiem emitującym wspólną walutę euro i prowadzącym politykę pieniężną w strefie euro, m.in. poprzez ustalanie podstawowych bankowych stóp procentowych oraz operacje otwartego rynku. W tym zakresie EBC jest wspierany przez banki centralne państw UE, które przyjęły walutę euro – tworzą one ściślej współpracującą grupę w ramach ESBC, zwaną Eurosystemem. Po przystąpieniu wszystkich państw UE do unii walutowej EBC będzie pełnił funkcję banku centralnego Unii Europejskiej.
Kwestią pozostającą poza kompetencjami EBC, choć wpływającą bezpośrednio na warunki w jakich może on prowadzić politykę monetarną, jest dyscyplina budżetowa państw strefy euro. Są one zobowiązane w tym zakresie do przestrzegania Paktu Stabilności i Wzrostu.
W celu realizacji założeń polityki pieniężnej EBC wraz z narodowymi bankami centralnymi stosuje instrumenty, które dzielą się na rezerwę obowiązkową, operacje otwartego rynku oraz kredyt i depozyt na koniec dnia (standing facilities).
Według artykułu 282 TFUE: „1. Europejski Bank Centralny i krajowe banki centralne stanowią Europejski System Banków Centralnych (ESBC). Europejski Bank Centralny i krajowe banki centralne Państw Członkowskich, których walutą jest euro, tworzące Eurosystem, prowadzą politykę pieniężną Unii.”

## Niezależność EBC

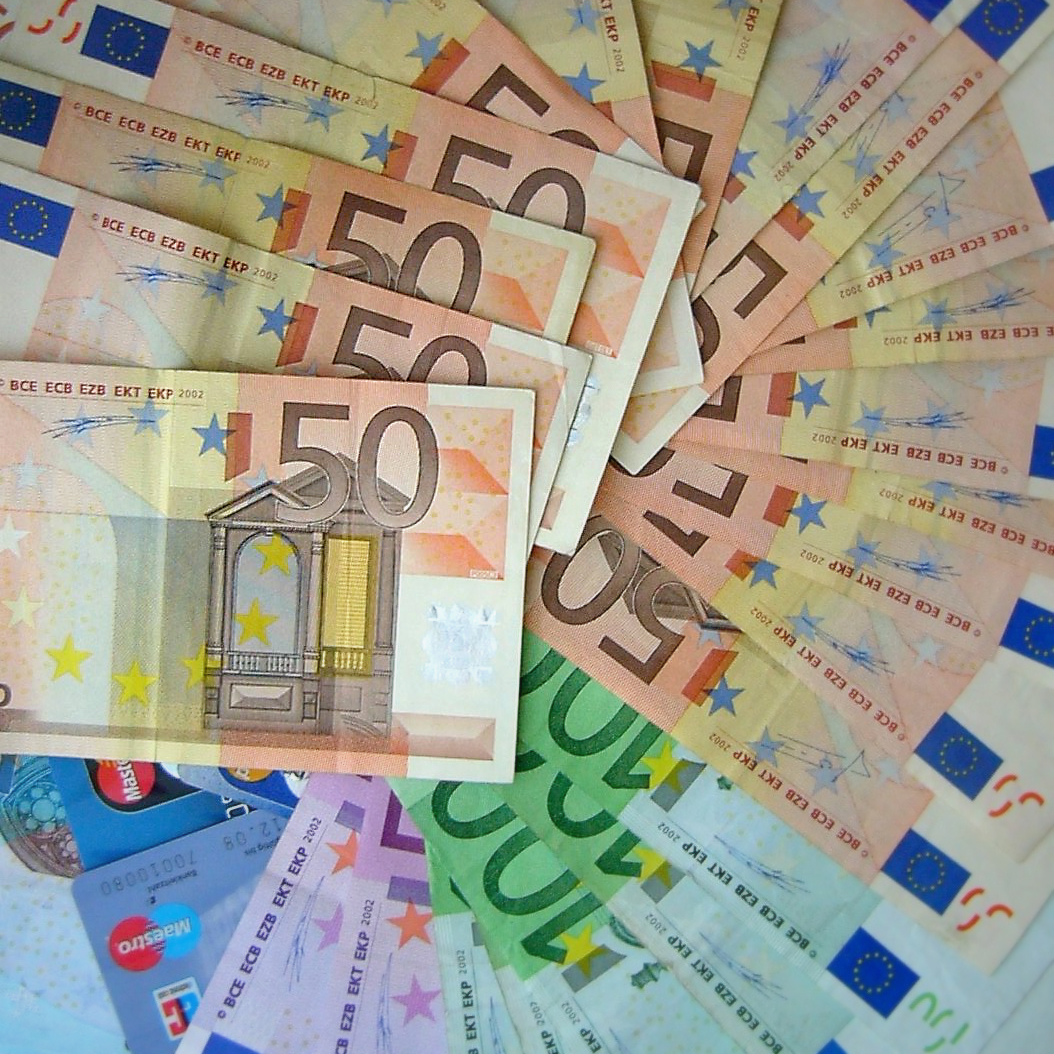
EBC jest bankiem emisyjnym, który emituje euro

Europejski Bank Centralny jest niezależny w zakresie prowadzonej przez siebie polityki pieniężnej na czterech płaszczyznach:
1. Niezależność polityczna przejawia się w niemożności zwracania się przez EBC, krajowe banki centralne państw członkowskich UE i członków ich organów decyzyjnych o instrukcje lub przyjmowaniu ich od instytucji lub organizacji unijnych, rządów państw członkowskich ani żadnych innych organów. Nie może też udzielać kredytów organom wspólnotowym ani podmiotom sektora publicznego w poszczególnych krajach. Niezależności tej nie ogranicza obowiązek składania sprawozdań z działalności banku przed Parlamentem Europejskim.
2. Niezależność personalna uwidacznia się w długości kadencji prezesów krajowych banków centralnych, trwającej minimalnie 5 lat. Członkowie zarządu EBC mogą piastować swoje stanowiska przez 8 lat i nie mają możliwości wyboru na kolejną kadencję. W przypadku poważnego uchybienia lub niezdolności do wykonywania obowiązków prezesi krajowych banków centralnych i członkowie zarządu mogą być odwołani ze stanowiska.
3. Niezależność finansowa dostrzegalna jest w rozdzielności finansów EBC i finansów Unii Europejskiej. EBC dysponuje też własnym budżetem. Kapitałem, jaki jest w dyspozycji EBC, są środki wniesione i opłacone przez krajowe banki centralne strefy euro.
4. Niezależność funkcjonalna oznacza, że Eurosystem jest w swoim działaniu niezależny. EBC ma przyznane wszelkie instrumenty i kompetencje, które są niezbędne do sprawnego prowadzenia polityki pieniężnej.

W praktyce niezależność EBC jest w pewien sposób ograniczona przez naciski polityczne. Wynika to z przepisów traktatu z Maastricht, które określają wśród celów banku nie tylko dbanie o stabilność waluty, ale także „wspieranie ogólnej polityki gospodarczej Wspólnoty”. W rezultacie działania EBC podlegały licznym naciskom politycznym, głównie ze strony Francji i Niemiec.

## Władze EBC
Władza EBC jest sprawowana przez 3 organy.
Rada Prezesów jest naczelnym organem decyzyjnym. W jej skład wchodzi 26 członków, z czego 6 jest członkami Zarządu EBC, a 20 to prezesi banków centralnych państw UE, które przyjęły euro (patrz Eurogrupa). Członkowie Zarządu są wybierani na 8-letnią kadencję przez Radę Europejską. Prezesem Rady Prezesów jest od 1 listopada 2019 Christine Lagarde. Formą działalności są spotkania organizowane co najmniej 10 razy w roku. Obowiązkami Rady jest uchwalanie wytycznych i podejmowanie decyzji niezbędnych do wykonywania zadań powierzonych Eurosystemowi. W gestii tego organu leży też ustalanie polityki pieniężnej strefy euro oraz podejmowanie decyzji w sprawach polityki pieniężnej, stóp procentowych i w sprawach wielkości rezerw w Eurosystemie.
Zarząd składa się 6 członków, którymi są prezes Christine Lagarde, wiceprezes Luis de Guindos oraz 4 członków mianowanych przez rządy państw Eurosystemu po konsultacjach z Parlamentem Europejskim i Radą Prezesów. Zarząd jest organem wykonawczym, zajmuje się administrowaniem i organizacją pracy EBC. Realizuje politykę pieniężną strefy euro.

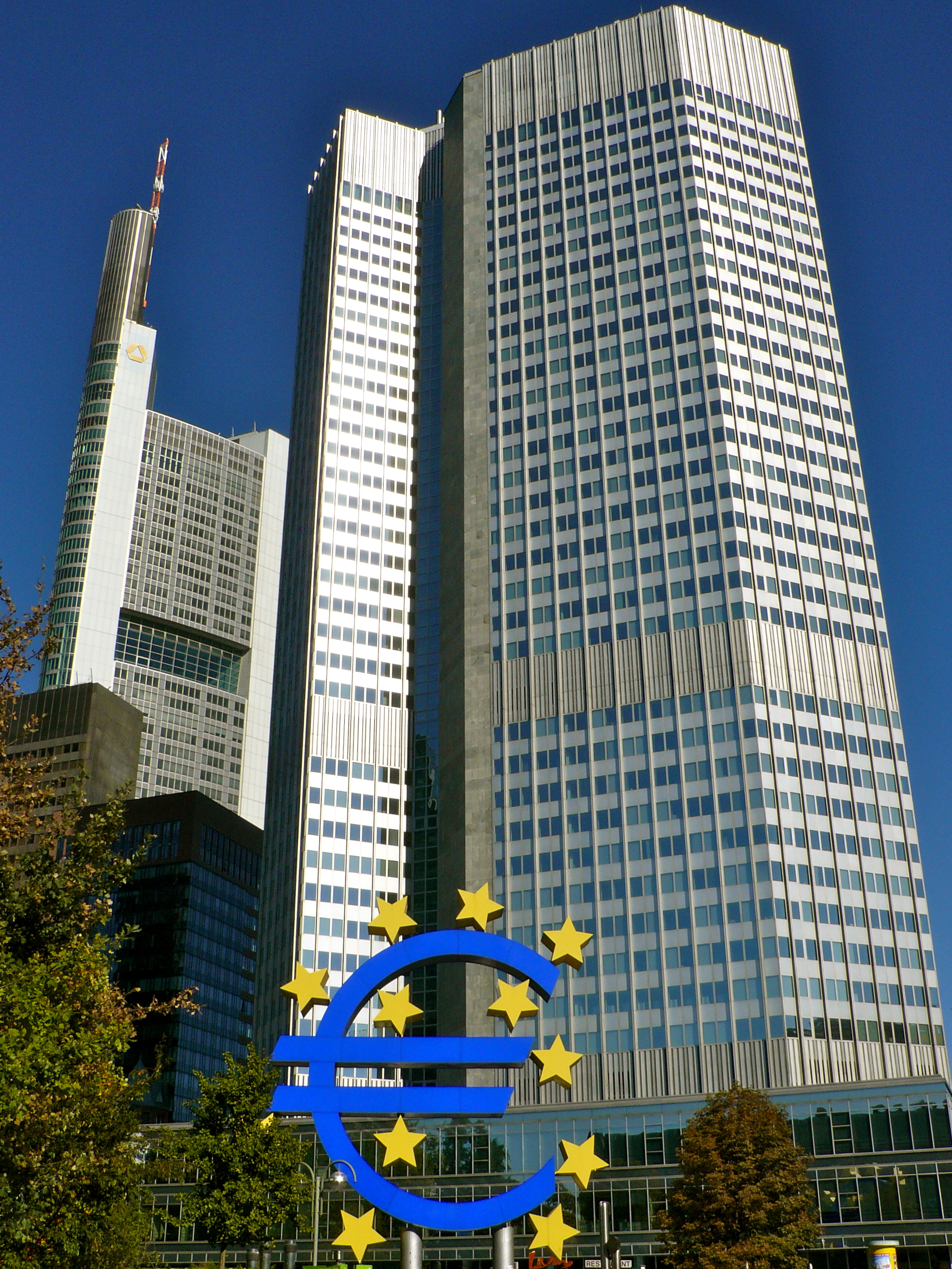
Siedziba Europejskiego Banku Centralnego w latach 1998–2014

Rada Ogólna skupia w sobie prezesa i wiceprezesa EBC oraz 27 prezesów banków centralnych państw członkowskich UE (strefa euro i państw spoza jej obszaru - Eurosystem). Do kompetencji Rady Ogólnej należy udział w działaniach doradczych EBC, zbieranie statystyk, sporządzanie raportów rocznych EBC oraz ustalanie warunków zatrudnienia personelu EBC. Przygotowuje dane niezbędne do nieodwołalnego ustalenia kursów walut państw członkowskich objętych derogacją wobec euro. Rada ustala też zasady konieczne do normalizacji procedur rachunkowych i sprawozdawczych stosowanych przez krajowe banki centralne państw UE. W myśl Statutu przewidywane jest rozwiązanie Rady Ogólnej, gdy wszystkie państwa członkowskie przyjmą euro.
Europejski Bank Centralny zatrudnia ponad 3600 osób.

## Historia

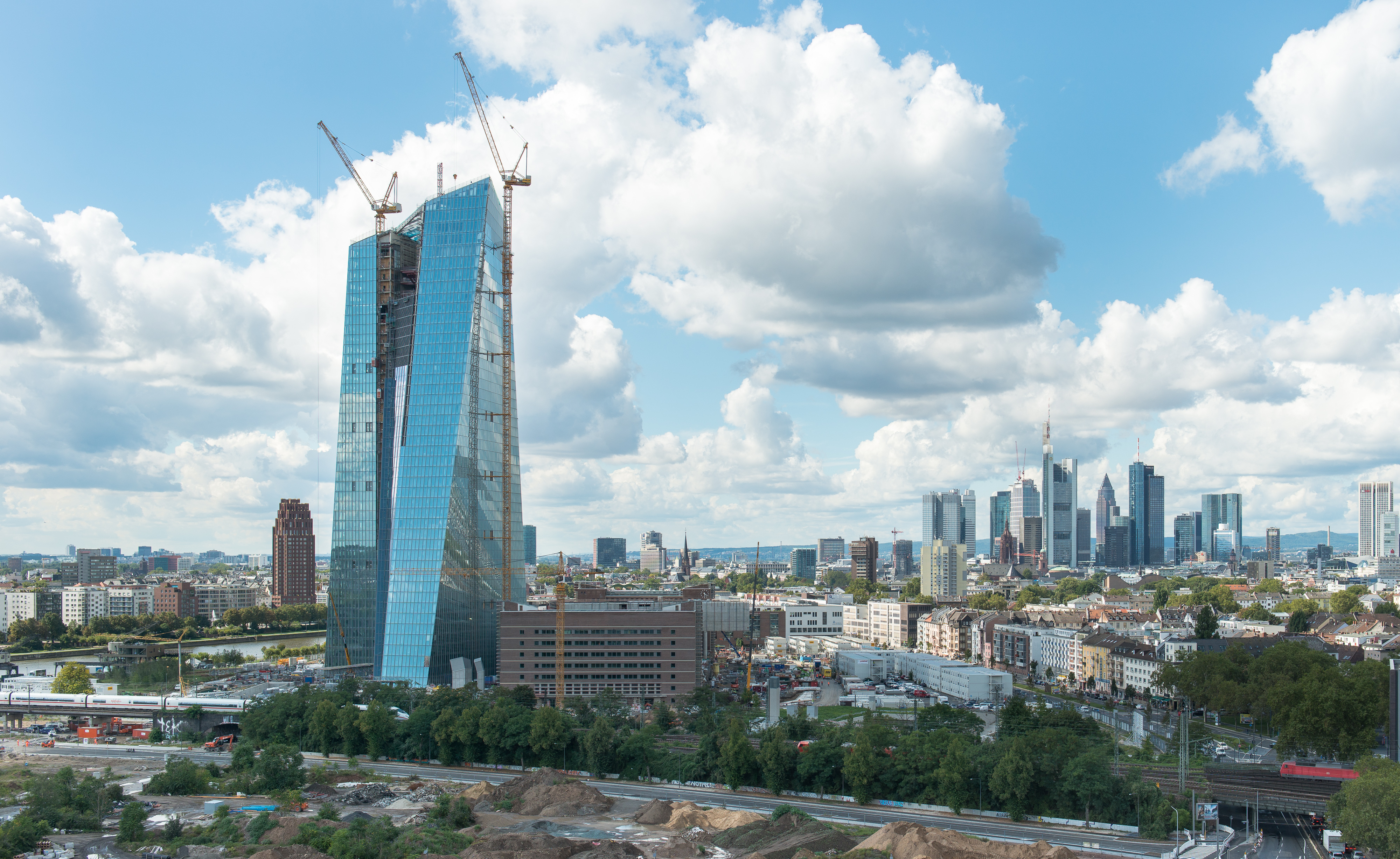
Obecna siedziba Europejskiego Banku Centralnego, wrzesień 2013

Poprzednikiem EBC był Europejski Instytut Walutowy, który nie dysponował kompetencjami władczymi i funkcjonował jedynie jako ciało doradcze krajowych banków centralnych. Jego głównym zadaniem było przygotowanie wprowadzenia wspólnej waluty na obszarze Unii.
EBC powstał 1 czerwca 1998, gdy weszły w życie nominacje na członków Zarządu EBC. 1 stycznia 1999 w 11 państwach UE wprowadzono w formie bezgotówkowej euro oraz powstał Eurosystem (obejmujący wtedy EBC oraz 11 krajowych banków centralnych). Dwa lata później do strefy euro dołączyła Grecja, a do Eurosystemu jej bank centralny.
Euro funkcjonowało początkowo jedynie w obrocie bezgotówkowym – w obiegu pozostały banknoty i monety reprezentujące dotychczasowe waluty krajowe (stały się one w tym czasie krajowymi odmianami euro). Zastąpienie banknotów i monet krajowych banknotami i monetami euro zostało przeprowadzone stopniowo w pierwszych miesiącach 2002.
W 2014 r. Europejski Bank Centralny wprowadził się do swojej nowej siedziby. Wcześniej EBC operował z Eurotower we Frankfurcie nad Menem.

## Prezesi
| Lp. | Zdjęcie             | Osoba               | Narodowość | Objęcie urzędu   | Złożenie urzędu      |
| --- | ------------------- | ------------------- | ---------- | ---------------- | -------------------- |
| 1.  |                     | Wim Duisenberg      | Holandia   | 1 czerwca 1998   | 31 października 2003 |
| 2.  |                     | Jean-Claude Trichet | Francja    | 1 listopada 2003 | 31 października 2011 |
| 3.  | Mario Draghi (2012) | Mario Draghi        | Włochy     | 1 listopada 2011 | 31 października 2019 |
| 4.  |                     | Christine Lagarde   | Francja    | 1 listopada 2019 | obecnie              |

## Wpływ na politykę gospodarczą oraz zachowanie w czasie kryzysu
Europejski Bank Centralny jako jedna ze stron rozmów w Grecji (pozostałymi byli przedstawiciele państwa greckiego, Międzynarodowy Fundusz Walutowy i Komisja Europejska) zdecydował, że posiadacze greckich obligacji dostaną maksymalnie 25% zainwestowanego kapitału, a sama Grecja musiała dokonać cięć świadczeń socjalnych. Europejski Bank Centralny nie był gotowy do zarządzania podażą pieniądza w czasie kryzysu 2008 r., dlatego zaczął korzystać z instrumentu luzowania ilościowego dopiero w 2015 r.